# Massif de Collo
Le massif de Collo, parfois appelé Kabylie de Collo, est un massif montagneux forestier d'Algérie situé dans le nord-est du pays et constituant une partie de l’Atlas tellien.

## Géographie
Les géographes distinguent plusieurs « Kabylies » : Grande Kabylie, Petite Kabylie et Kabylie de Collo ou numidique (Kabylie orientale). Cette dernière, située à l’ouest d'Annaba et au Nord du Constantinois, est la région la plus arrosée d’Algérie et du Maghreb, avec plus de 1 200 mm par an. La moyenne annuelle des pluies tombées sur le djebel Gouffi, à l’ouest de Collo atteint 1 800 mm. Le climat est de type méditerranéen humide.
Le massif de Collo, segment de l'Atlas tellien, est fortement boisé, situé entre la vallée de Skikda à l'est et celle de Rhummel el-Kebir à l'ouest et s'avance fortement vers la mer Méditerranée : le cap Bougaroun, est le point le plus septentrional d'Algérie.
Il est constitué de petites montagnes d'altitude modeste à moyenne culminant entre 900 m et 1 183 m au djebel Goufi, dominé par des forêts de chêne-liège, ainsi que les replantations des pins maritimes qui assurent 30 % de la production nationale du liège. Plusieurs oueds de la région y prennent leur source : Rhummel, Oued-el-Kebir et Saf-Saf, les forêts sont bordées de plaines fertiles.

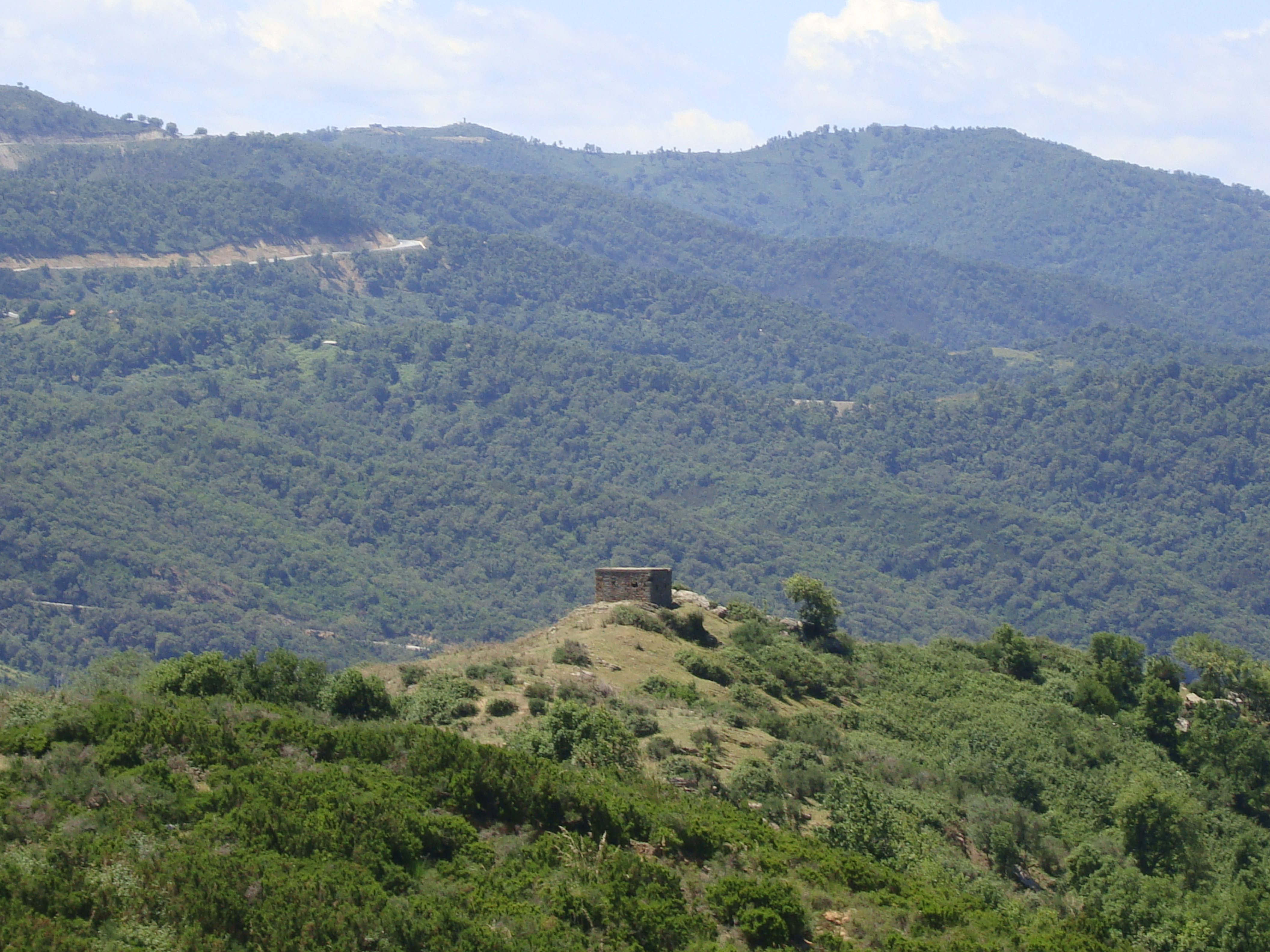
Vue sur le massif.
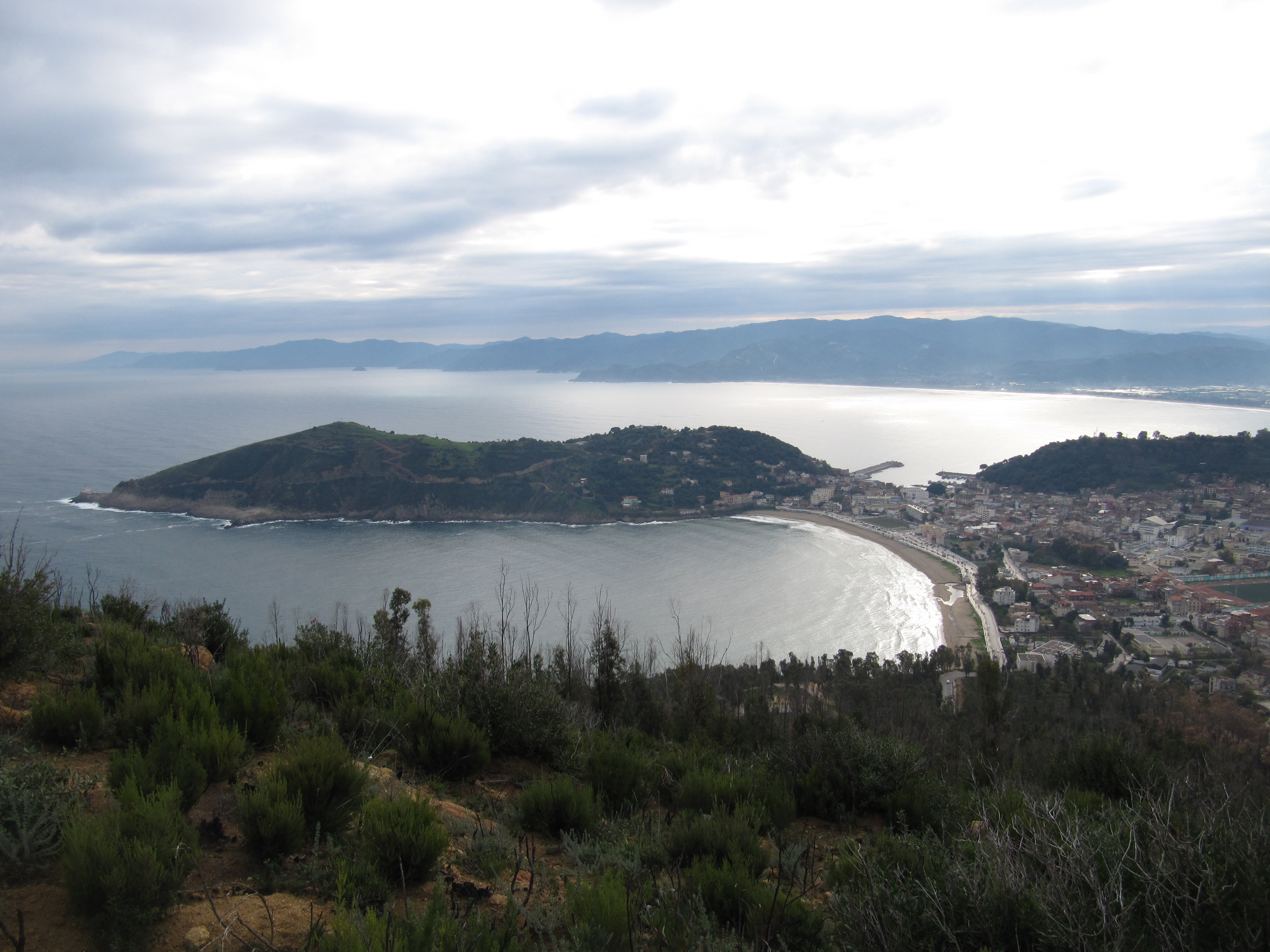
Vue sur les environs de la ville de Collo.
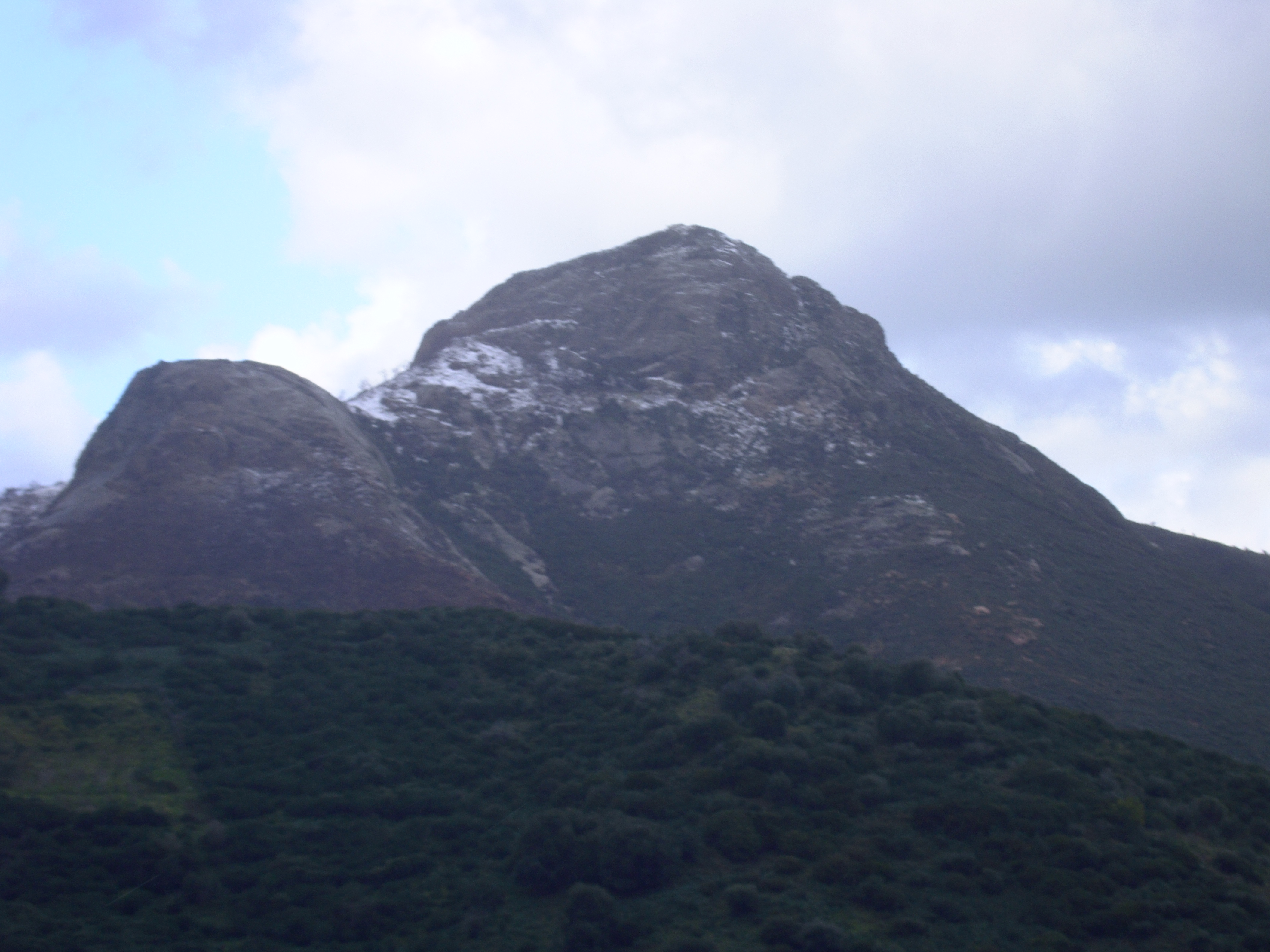
Un somment en hiver.

## Population
La population du massif de Collo était une société paysanne au sens plein du terme : une sédentarité complète, un fort attachement à la terre, une mise en valeur soignée. Sa structure sociale était forte, régie par des règles coutumières, la terre était privatisée de statut melk.
Le massif de Collo est, comme la Petite Kabylie et l'Edough, peuplé de Kabyles hadra, Berbères arabisés de longue date mais menant une vie sédentaire. Les montagnards pratiquent un élevage de bovins. Les chèvres et les moutons apportaient des compléments (lait, chair et poil) à une agriculture pauvre. Les densités démographiques sont nettement moins élevées que celles des Grande et Petite Kabylies.